# فيتز لي
فيتز لي (بالإنجليزية: Fitz Lee) هو ضابط أمريكي، ولد في 1 يونيو 1866 في مقاطعة دينويدي في الولايات المتحدة، وتوفي في 14 سبتمبر 1899.